# Tlustoocaskovití
Tlustoocaskovití (Urolophidae) jsou čeleď rejnoků řazených do řádu Myliobatiformes. Zahrnuje rody Spinilophus, Trygonoptera a Urolophus, zatímco americké rody Urobatis a Urotrygon bývají řazeny spíše do samostatné čeledi Urotrygonidae. Tlustoocaskovití se vyskytují v indo-pacifické oblasti, s největší rozmanitostí okolo Austrálie. Jsou to pomalí rejnoci žijící u dna, žijí od mělkých vod blízko břehu až po hluboké vody na začátku kontinentálních svahů. Dosahují délky 15 až 80 cm, mají oválné až kosočtvercové tělo a relativně krátký ocas s listovitou ocasní ploutví. Na ocasu tlustoocaskovitým vyrůstá jeden nebo dva poměrně velké ostny s jedovou žlázou, kterými mohou uštědřit bolestivou ránu. Některé druhy mají malou hřbetní ploutev, anebo kožní záhyby po obou stranách ocasu. Většina tlustoocasek má hladkou kůži, často výrazně vzorovanou.
Tlustoocaskovití se krmí na mořském dně nebo v jeho blízkosti, loví malé bezobratlé (jako jsou korýši a mnohoštětinatci) a příležitostně kostnaté ryby. Jsou živorodé, embrya zpočátku vyživují žloutkem, později speciálním „děložním mlékem“. Období březosti trvá asi rok, vrhy bývají pouze malé, často čítají jen jedno až dvě mláďata. Z ekonomického hlediska nemají tito rejnoci pro člověka valný význam, byť se někdy jakožto vedlejší úlovek při lovu vlečnými sítěmi zpracovávají na rybí moučku.